# Newala (TC)
Newala (TC) ist ein Stadt-Distrikt (Town Council) in der Region Mtwara in Tansania. Er grenzt im Süden an Mosambik, im Westen an den Distrikt Masasi, im Norden an den Distrikt Newala und im Osten an den Distrikt Tandahimba.

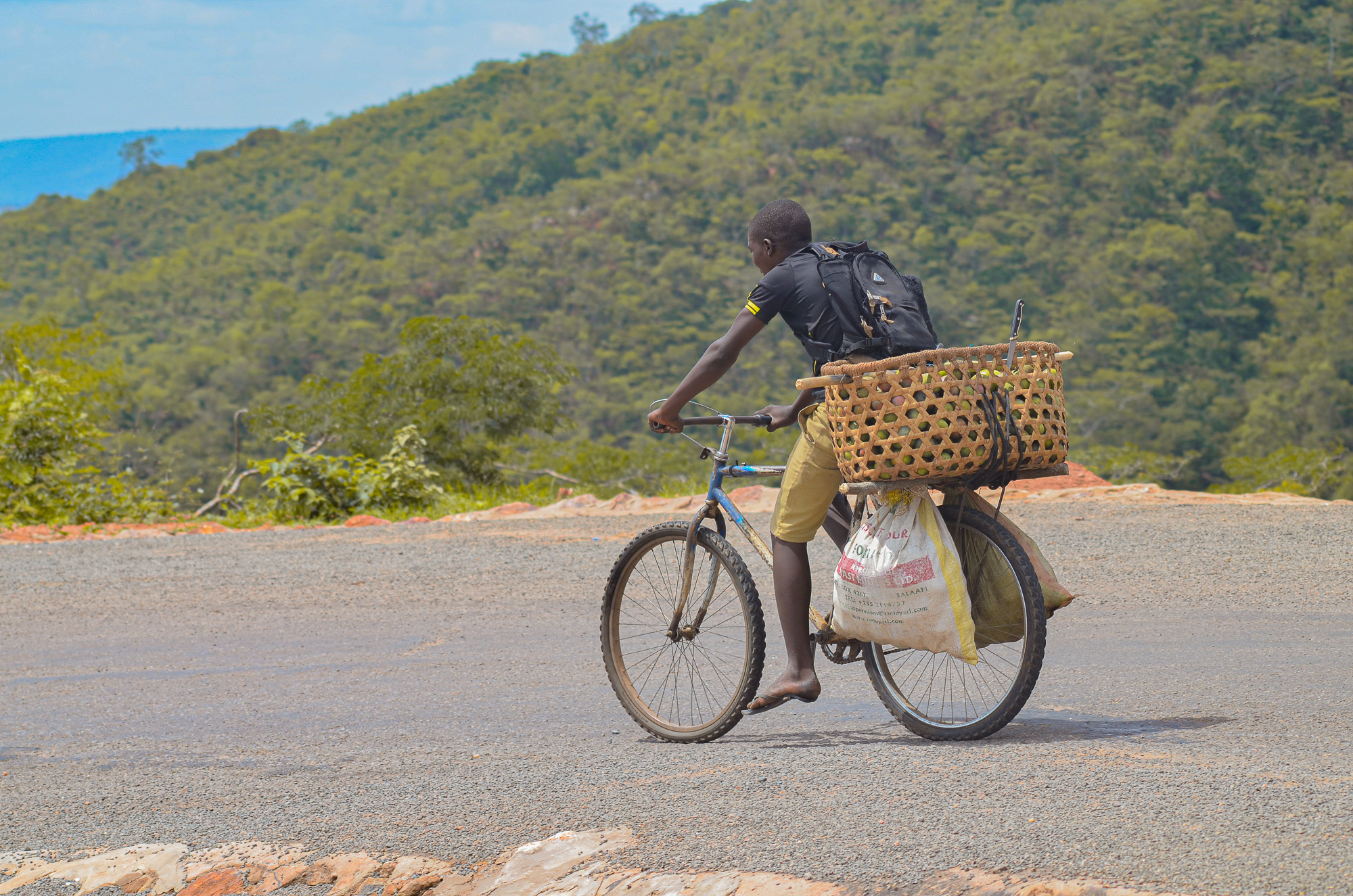
Ein Obsthändler auf dem Rad

## Geographie
Newala TC hat eine Fläche von 525 Quadratkilometer und 104.349 Einwohner (Volkszählung 2022).

### Lage
Der Distrikt liegt zum größten Teil auf dem Makonde-Plateau, das von 400 Meter über dem Meer im Süden auf bis 800 Meter im Norden ansteigt. Nach Westen und nach Süden fällt das Land steil ab, die Südgrenze bildet der Rovuma in einer Höhe von rund 60 Meter.

### Klima
In Newala herrscht Steppenklima mit geringen Niederschlägen von jährlich rund 700 Millimeter. Der Regen fällt hauptsächlich in den Monaten von Dezember bis April, die Monate Juni bis September sind mit Regen von weniger als 10 Millimeter besonders trocken. Die Durchschnittstemperatur schwankt zwischen 20,9 Grad Celsius im Juni und 24,7 Grad im November.

## Geschichte
Der Distrikt wurde 2015 eingerichtet.

## Verwaltungsgliederung
Newala besteht aus dem einen Wahlkreis Newala Mjini, zu dem 16 Bezirke gehören:
- Luchingu
- Makote
- Nanguruwe
- Mkunya
- Mcholi I
- Mcholi II
- Namiyonga
- Mnekachi
- Mtonya
- Makonga
- Julia
- Mahumbika
- Mkulung'ulu
- Mtumachi
- Nangwala
- Tulindane

## Bevölkerung
Bei der Volkszählung 2012 hatte der Distrikt 89.251 Einwohner, eine Schätzung 2019 ergab 96.000 Bewohner. Bei der Volkszählung 2022 lebten 104.349 Menschen in 31.821 Haushalten. Der Großteil der Einwohner gehört zur Ethnie der Makonde, einer Unterfamilie der Bantu.

## Einrichtungen und Dienstleistungen
- Bildung: Im Distrikt befinden sich 46 Grundschulen und 11 weiterführende Schulen.[6]
- Gesundheit: Für die medizinische Betreuung der Bevölkerung gibt es ein Distrikt-Krankenhaus, ein privates Krankenhaus, zwei Gesundheitszentren und vierzehn Apotheken.[6]
- Wasser: Nur 41 Prozent der Bevölkerung wurden 2019 mit sauberem Wasser versorgt.[4]

## Wirtschaft und Infrastruktur
- Landwirtschaft: Der Großteil der Bevölkerung lebt von der Landwirtschaft. Von der Gesamtfläche sind 43.000 Hektar urbares Land, davon werden 800 Hektar bewässert. Neben den Hauptnahrungsmitteln Mais, Bohnen, Süßkartoffeln, Maniok, Reis, Hirse und Erdnüsse werden Tomaten, Mango, Orangen, Gemüse und vor allem Cashew-Nüsse für den Verkauf angebaut.[8]
- Produktion: Zwei Betriebe mit rund 700 Arbeitnehmern verarbeiten jährlich 8500 Tonnen Cashew-Nüsse. Etwa 60 Kleinbetriebe mit 500 Arbeitsplätzen beschäftigen sich ebenfalls mit der Verarbeitung von Agrarprodukten oder von Holz.[8]
- Straße: Im Distrikt gibt es nur größtenteils unbefestigte Regionalstraßen.[9]